# Sterictiphora angelicae
Sterictiphora angelicae är en stekelart som först beskrevs av Georg Wolfgang Franz Panzer 1799.  Sterictiphora angelicae ingår i släktet Sterictiphora, och familjen borsthornsteklar. Arten är reproducerande i Sverige.